# Doris Otto-Franke
Doris Otto-Franke (* 20. Juni 1953 in Frankfurt an der Oder) ist eine deutsche Schauspielerin.

## Leben und Wirken
Doris Otto ließ sich von 1972 bis 1975 an der Schauspielschule Ernst Busch in Berlin zur Schauspielerin ausbilden. Darauf war sie viele Jahre an der Volksbühne Berlin engagiert und spielte in Stücken wie Leonce und Lena, Der Geizige oder Die Ratten.
Vor der Kamera stand sie während der DDR-Zeit u. a. in den Reihen Polizeiruf 110 und Der Staatsanwalt hat das Wort und spielte die Titelrolle in dem Fernsehfilm Spreelore.
Otto gehört der Gesellschaft zur Verwertung von Leistungsschutzrechten an.
Aktuell wirkt sie beim Ensemble Phoenix Bühnenspielgemeinschaft Köln (ehemals theater die baustelle) in mehreren Projekten mit.

## Filmografie (Auswahl)
- 1977: Der rasende Roland, TV-Film (Regie: Edgar Kaufmann)
- 1977: Dantons Tod (Studioaufzeichnung)
- 1980: Spreelore oder Das heiße Blut, TV-Film (Regie: Jens Peter Proll)
- 1980: Unser Mann ist König, TV-Serie (Regie: Hubert Hoelzke)
- 1980: Die Heimkehr des Joachim Ott (Fernsehfilm)
- 1983: Polizeiruf 110: Der Selbstbetrug, TV-Film (Regie: Hans Werner Honert)
- 1984: Hexlein, TV-Serie (Regie: Sabine Preuschhof)
- 1985: Polizeiruf 110: Traum des Vergessens, TV-Film (Regie: Hans Werner Honert)
- 1988: Der Staatsanwalt hat das Wort: Rosi fehlt, TV-Film (Regie: Wolf Dieter Panse)
- 1992: Zwei Halbe sind noch lange kein Ganzes, TV-Serie, ZDF (Regie: Walter Bannert)
- 1993: Der Landarzt, TV-Serie
- 1998: Balko, TV-Serie
- 1998–2002: Verbotene Liebe, TV-Serie
- 2000: Alles Atze, TV-Serie
- 2004: Ina & Leo, TV-Serie
- 2004: Mein Leben & ich, TV-Serie
- 2008: Wilsberg: Royal Flush, TV-Serie (Regie: Reinhard Münster)

## Theater
- 1975: Jean Racine: Britannicus – Regie: Brigitte Soubeyran (Volksbühne Berlin)
- 1981: Carl Sternheim: Die Schule von Uznach (Schülerin) – Regie: Gertrud-Elisabeth Zillmer (Volksbühne Berlin – Sternfoyer)
- 1986: Aristophanes: Die Vögel – Regie: Ernstgeorg Hering/Helmut Straßburger (Volksbühne Berlin)
- 1989: Michail Bulgakow: Hundeherz – Regie: Horst Hawemann (Volksbühne Berlin)
- 1996: Jane Martin: Criminal Hearts – Regie: Andreas Schäfer (Theatron + Art, Solingen)
- 2015: Klaus Fehling: Kalte Ente – Regie: Klaus Fehling (Köln)
- 2015: Bertolt Brecht: Mutter Courage und ihre Kinder – Regie: Bettina Montazem (Ensemble Phoenix, Köln)